# Zdzisława Pabjańczyk
Zdzisława Pabjańczyk, coniugata Ogłozińska (Łódź, 9 luglio 1944 – Łódź, 10 luglio 2011), è stata una cestista polacca.
Era la sorella di Krystyna Pabjańczyk.

## Carriera
Con la Polonia ha disputato tre edizioni dei Campionati europei (1964, 1966, 1970).